# NGC 4415
NGC 4415 este o galaxie lenticulară situată în constelația Fecioara. A fost descoperită în 28 decembrie 1785 de către William Herschel. Se află la o distanță de 17,14 megaparseci de Pământ.